# Barreiros (Pernambuco)
Barreiros é um município brasileiro do estado de Pernambuco. Localizado na Região Geográfica Intermediária do Recife e na Região Geográfica Imediata de Barreiros-Sirinhaém. Distante 102 km da capital pernambucana, Recife.

## História

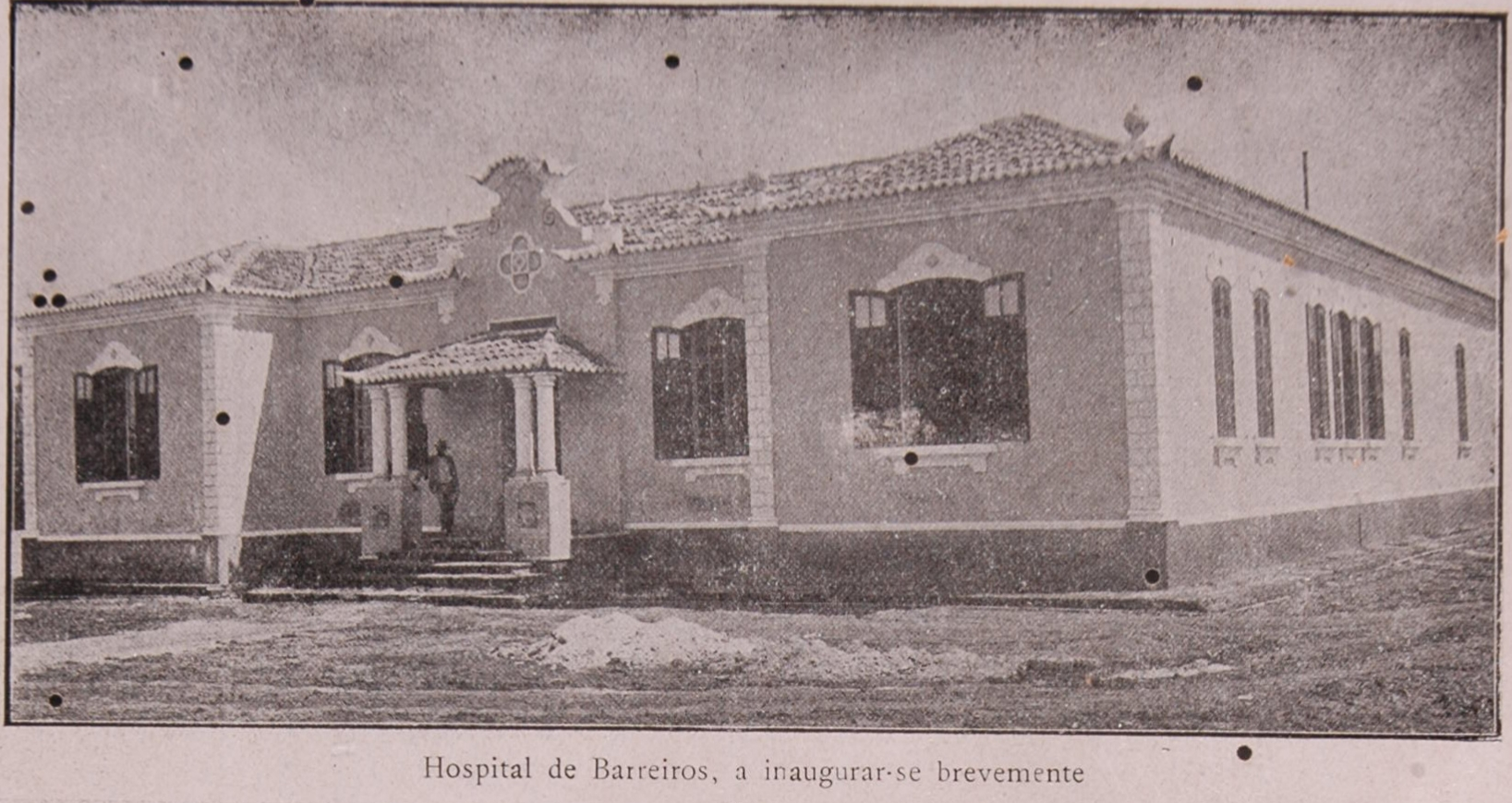
Representação de hospital recém inaugurado em Barreiros, 1928.

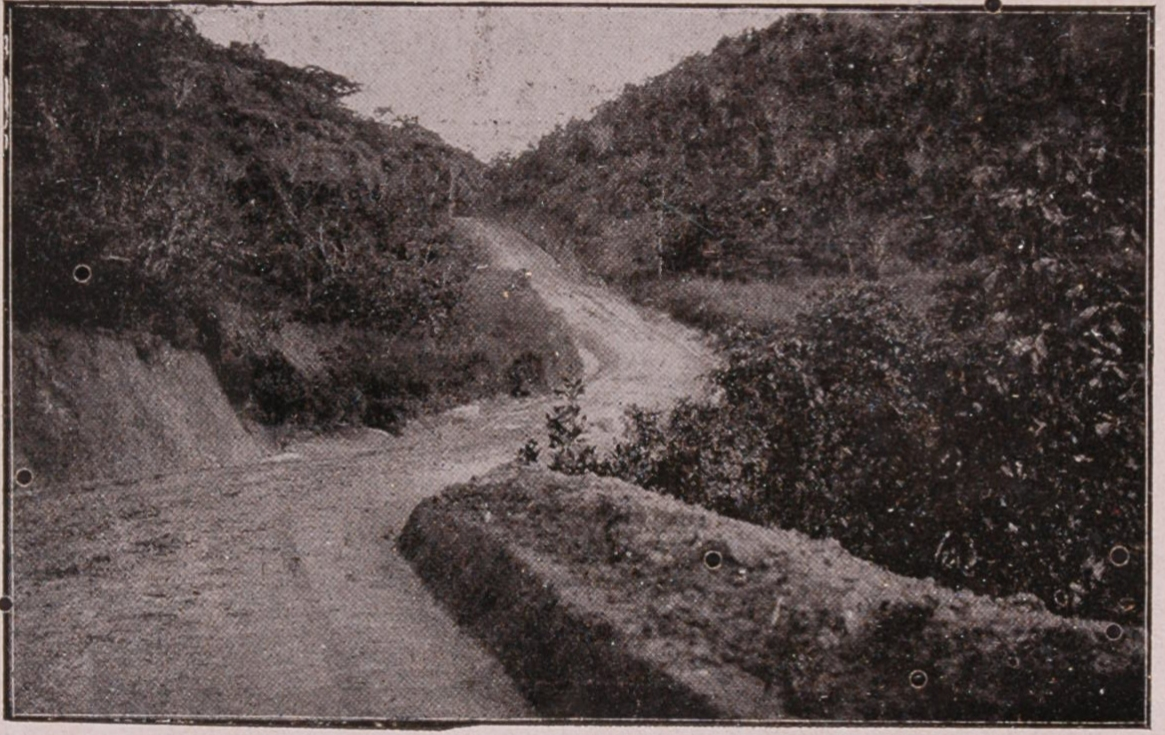
Estrada que liga Barreiros a São José da Coroa Grande em 1928.

Barreiros foi formada de uma aldeia cujo chefe descendia de Filipe Camarão (um dos líderes da restauração pernambucana). Foram os Caetés os primitivos habitantes das terras em que se iria formar o município de Barreiros.
O nome Barreiros proveio das escavações feitas no solo, que era de barro vermelho, pelos porcos Caititus, muito abundantes no lugar.
A paróquia de Barreiros, que teria o mesmo padroeiro da aldeia de Una, São Miguel Arcanjo, foi criado por ato da mesa de consciência e ordem no ano de 1786. Durante o paroquiano do Padre Batista Soares, em 1846, foi extinta a paróquia de Barreiros, sendo restaurada em 1849, com os mesmo limites. A primeira pedra foi lançada em 1849, mas não foi possível apurar-se a data da conclusão da igreja matriz. Paralelamente ao rio Una, surgiu a Rua Estrada Nova, nome que indica a sua origem.
A Lei Provincial nº 314, de 13 de maio de 1853, criou o termo de guerreiros elevando-o a categoria de vila, com território desmembrado de Rio Formoso, com freguesia de Água Preta, verificando-se a instalação de município em 19 de julho de 1860; a lei estadual nº 38, de 3 de julho de 1860, elevou a vila de Barreiros a categoria de cidade, tornando-se autônomo.
O primeiro dos melhoramentos foi a instituição do ensino oficial, com a criação em 1855 de uma escola primária. A escola era destinada exclusivamente ao sexo masculino; o seu primeiro professor, nomeado pelo presidente da província José da Cunha Figueiredo, foi o mestre Tranquilino da Cruz Ribeiro.
A Lei estadual nº 38, de 3 de julho de 1892, sancionada pelo governador Barbosa Lima, elevou a vila de Barreiros à categoria de cidade.
Já nos fins do século XIX, o lugar se havia desenvolvido consideravelmente, tanto que, ao ser criado o município de Barreiros em 1892, São José da Coroa Grande veio a ser o segundo distrito municipal.
Partindo da praça do mercado surgiu a Rua do Comércio, a mais importante da cidade. Por ocasião da visita pastoral do bispo D. Luiz de Brito, em 1989, essa rua passou a se chamar Rua Dom Luiz, correspondendo atualmente à Rua Ayres Belo.
O primeiro prefeito do município dos Barreiros foi o advogado Dr. José Nicolau Pereira dos Santos e o subprefeito foi o então senhor de engenho André Alves Cavalcante Camboim, filho do Barão de Buíque.
Quando o povoado se transferiu para as margens do Una e Carimã, conservou o nome dos dois povoados que se dividiram entre Barreiros Velho e Barreiros Novo. Extinto o primeiro povoado, o segundo passou a ser chamado de Barreiros.
Especialmente a partir do ano de 1908, acontecimentos em Barreiros incluíram a chegada do trem de ferro, e a construção sobre o Una da ponte Estácio Coimbra. Estácio Coimbra, que viveu em Barreiros durante muitos anos de sua vida, tornando-se prefeito em 1895 juntamente com seu mandato de deputado estadual, foi deputado federal entre 1900 a 1922.
Em 2010 a cidade foi atingida por uma grande enchente, devido às fortes chuvas e consequente elevação do nível da água do Rio Una. Milhares de famílias foram afetadas e as duas principais pontes do município foram danificadas. As pontes dos bairros Baeté e Maria Amália foram reconstruídas pelo governo do estado de Pernambuco e entregues à população em 2013.

## Geografia
Localiza-se a uma latitude 08º49'06" sul e a uma longitude 35º11'11" oeste, estando a uma altitude de 22 metros. Sua população estimada em 2020 era de 42 764 habitantes. Possui uma área de  229,84 km². Situa-se a 102 km da capital Recife.
relevo: ondulado forte ondulado
| Dados climatológicos para Barreiros (1991-2020)    | Dados climatológicos para Barreiros (1991-2020) | Dados climatológicos para Barreiros (1991-2020) | Dados climatológicos para Barreiros (1991-2020) | Dados climatológicos para Barreiros (1991-2020) | Dados climatológicos para Barreiros (1991-2020) | Dados climatológicos para Barreiros (1991-2020) | Dados climatológicos para Barreiros (1991-2020) | Dados climatológicos para Barreiros (1991-2020) | Dados climatológicos para Barreiros (1991-2020) | Dados climatológicos para Barreiros (1991-2020) | Dados climatológicos para Barreiros (1991-2020) | Dados climatológicos para Barreiros (1991-2020) | Dados climatológicos para Barreiros (1991-2020) |
| Mês                                                | Jan                                             | Fev                                             | Mar                                             | Abr                                             | Mai                                             | Jun                                             | Jul                                             | Ago                                             | Set                                             | Out                                             | Nov                                             | Dez                                             | Ano                                             |
| -------------------------------------------------- | ----------------------------------------------- | ----------------------------------------------- | ----------------------------------------------- | ----------------------------------------------- | ----------------------------------------------- | ----------------------------------------------- | ----------------------------------------------- | ----------------------------------------------- | ----------------------------------------------- | ----------------------------------------------- | ----------------------------------------------- | ----------------------------------------------- | ----------------------------------------------- |
| Temperatura máxima média (°C)                      | 31                                              | 31,5                                            | 31,7                                            | 31,3                                            | 30,3                                            | 29,2                                            | 28,6                                            | 28,6                                            | 29,2                                            | 30                                              | 30,7                                            | 30,9                                            | 30,3                                            |
| Temperatura média compensada (°C)                  | 26,6                                            | 26,7                                            | 26,3                                            | 26,1                                            | 25,4                                            | 24,5                                            | 23,9                                            | 24                                              | 24,7                                            | 25,5                                            | 26,2                                            | 26,5                                            | 25,5                                            |
| Temperatura mínima média (°C)                      | 23,3                                            | 23                                              | 23,1                                            | 23                                              | 22,1                                            | 20,8                                            | 19,9                                            | 19,8                                            | 20,7                                            | 22,1                                            | 23,1                                            | 23,4                                            | 22                                              |
| Precipitação (mm)                                  | 96,6                                            | 102,9                                           | 180,8                                           | 201,4                                           | 286,7                                           | 333,6                                           | 301                                             | 185,4                                           | 83                                              | 35                                              | 37,6                                            | 37,2                                            | 1 881,3                                         |
| Dias com precipitação (≥ 1 mm)                     | 10                                              | 9                                               | 12                                              | 15                                              | 18                                              | 20                                              | 21                                              | 16                                              | 10                                              | 6                                               | 5                                               | 6                                               | 148                                             |
| Fonte: Atlas Climatológico do Estado de Pernambuco |                                                 |                                                 |                                                 |                                                 |                                                 |                                                 |                                                 |                                                 |                                                 |                                                 |                                                 |                                                 |                                                 |

### Distritos
Barreiros conta com os distritos de Barreiros (sede) e Carimã (também chamado "Engenho Muitas Cabras").

## Economia
Após à decadência da Usina Central Barreiros em 1997, a cidade passou por uma séria dificuldade econômica, pois a indústria açucareira era a principal fonte monetária do município. Posteriormente, operários que trabalharam na Usina empossaram-se dos morros onde era cultivada a cana-de-açúcar que servia de matéria prima para a Usina, e começaram o cultivo artesanal de raízes, legumes, hortaliças e frutíferos a serem vendidos na feira livre da cidade, que logo ganhou popularidade, pela variedade e benevolência dos produtos da terra.

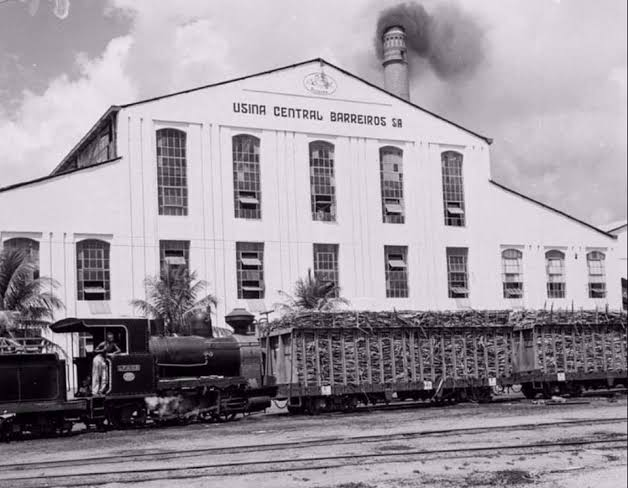
Usina Central Barreiros.

Hoje o município é de longa e rica escala econômica, comparando-se às cidades circunvizinhas. Seu comércio ganhou modernas lojas e é demandado por pessoas da região sul litorânea pernambucana e, até mesmo do litoral norte alagoano.

## Turismo
O Turismo Alternativo é predominante na região, onde há uma demanda heterogênea de pessoas que buscam sossego e marasmo, tanto no campo quanto no litoral da cidade que faz parte da APA Guadalupe, (Área de Proteção Ambiental de Guadalupe) que incorpora mais outras quatro cidades vizinhas.

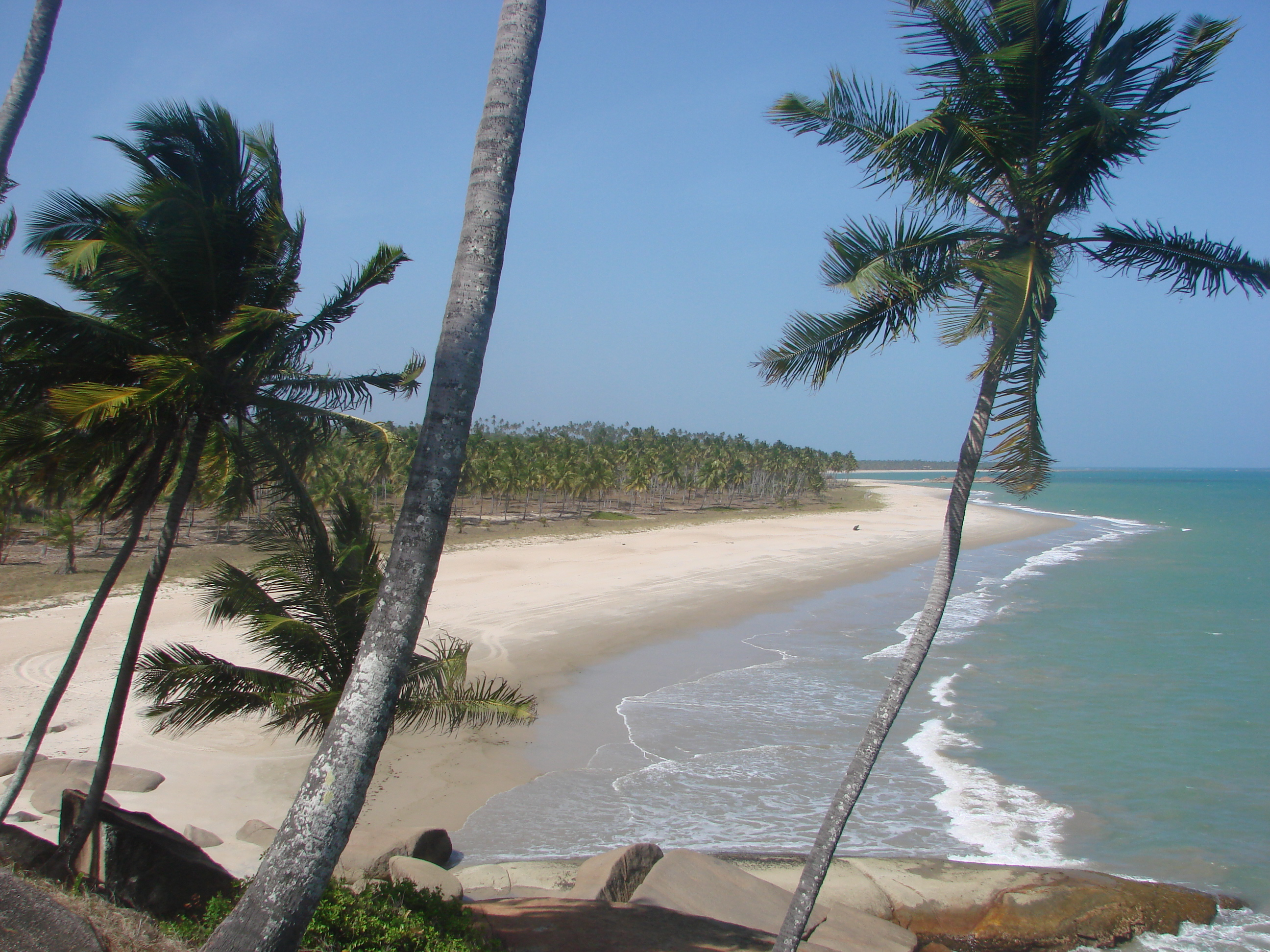
A Praia do Porto.

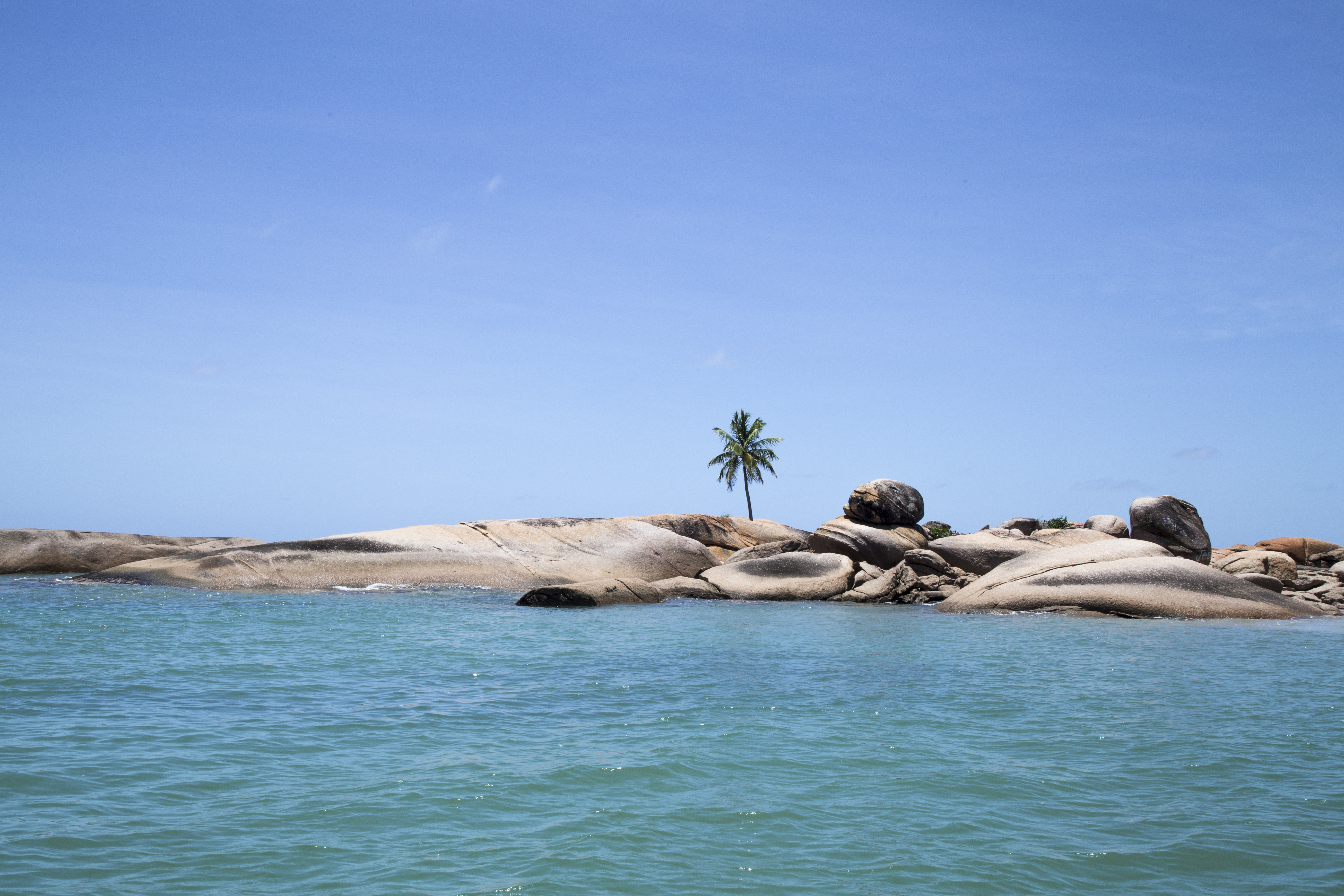
A Ilha do Coqueiro Solitário.

A Praia do Porto é composta por uma ilha rochosa bastante singular e curiosa, que contém apenas um coqueiro sobre si, popularmente conhecida como “ilha do coqueiro solitário”. A praia localiza-se a 7 km do centro da cidade, ao longo do trajeto se encontra resquícios de Mata Atlântica, oportuno para trilhas e observação de pássaros; a costa tem-se uma extensão de 4,5 km, que se divide entre as praias de Mamucabinha ao norte, Praia do Porto no centro e Val do Una ao sul as quais literalmente propícias para a prática do ecoturismo, não havendo um demasiado número de construções civis.
A praia também serviu de cenário para a gravação da novela "A Indomada" da Rede Globo de Televisão, exibida em 1997.
No Turismo Rural, você pode fazer uma visita ás bicas e ás cachoeiras, e provar as comidas típicas da região, além disso você pode conhecer os Engenhos da cidade, que contam a história da cidade e do estado através da arquitetura e da cultura.
No Turismo Religioso, você pode conhecer a Paróquia de São Miguel Arcanjo (A Igreja Matriz) Construída no Século XVII, destacando a influência da arquitetura portuguesa no município, junto com a Igreja de Nossa Senhora do Rosário e a Igreja de São José Operário
Além disso, tem a tradicional trilha até o Morro de São Gonçalo, que é outra atividade que impulsiona o turismo da cidade.

## Lendas e folclore
- Pedra do Holandês - os mais antigos e populares da cidade relatam que existira na cidade por volta dos anos de 1891 um jovem de pele branca e olhos claros, possivelmente descendente da migração holandesa do século XVII, que por sinal muito preguiçoso e relaxado. Todos os dias o "holandês" fugia do seu trabalho de agricultor e seguia para banhar-se no rio Una... E lá via-se-o pulando da pedra abaixo, a mergulhar no rio, naturalmente os moradores da região começaram a chamar a pedra de "Pedra do Holandês".
- Pedra da Moça - esta é mais uma lenda que se refere a uma pedra, desta vez seria uma moça muito bela que fora banhar-se no rio Carimã, e acabara morrendo afogada. Em algumas noites, há relatos de pessoas que ouviram-na pedir socorro aos gritos.
- Cemitério de Cavalos - localizado no alto de um morro, hoje se encontra a Escola Professor Joaquim Augusto de Noronha Filho (EPJANF), reza a lenda que fora um dia um cemitério de cavalos, onde também havia sacrifícios de cavalos/éguas com doenças irreversíveis, num desses sacrifícios um dos cavalos sofreu horrores para enfim chegar em estado de óbito e, nos dias de hoje pessoas relatam que em algumas madrugadas pode-se ouvir rinchadas e velozes passadas de cavalos no lugar.
- João Galafuz - antigos pescadores, residentes do litoral barreirense, na Praia do Porto, contam que nalgumas noites de maré cheia, via-se o cabloco João Galafuz no horizonte, sobressaindo das ondas com sua distinta luminosidade.

## Esporte
A cidade de Barreiros é representada no Campeonato Pernambucano de Futebol pela Associação Esportiva Barreiros e pelo Barreiros Futebol Clube. No passado também estava ativa a  Associação Atlética Central Barreiros.

## Administração
A sede administrativa de Barreiros fica centralizada em sua área de território. O atual prefeito é Carlinhos da Pedreira (PP) e o vice Zonari Sanguinetti.

## Barreirenses ilustres
- Irandhir Santos, ator brasileiro
- Estácio Coimbra, 10º Vice-presidente do Brasil e 26º governador do estado de Pernambuco.
- Joaquim Silva e Luna, General Brasileiro, ex-ministro da defesa do Brasil e presidente da Petrobras.
- Jobson Figueiredo, artista plástico, restaurador e produtor cultural brasileiro.